# Christian Bunse
Christian Bunse (Paderborn, 6 januari 1995) is een Duitse dartsspeler die uitkomt voor de PDC. Hij haalde zijn tourkaart voor 2019/2020 door op de European Q-School van 2019 een finale te winnen. Hij verloor deze kaart na 2 jaar meteen.

## Resultaten op Wereldkampioenschappen

### PDC World Youth Championship
- 2017: Laatste 16 (verloren van Jeffrey de Zwaan met 1-6)
- 2018: Kwartfinale (verloren van Dimitri van den Bergh met 3-6)
- 2019: Laatste 32 (verloren van Ted Evetts met 3-6)